# Can We Get Personal?
Can We Get Personal? er det andet studiealbum fra den danske R&B-gruppe Juice, der blev udgivet i 1999.

## Trackliste
| #   | Titel                    | Sangskriver(e)                                                     | Producer(e)             | Længde |
| --- | ------------------------ | ------------------------------------------------------------------ | ----------------------- | ------ |
| 1.  | "Do It for You"          | Peter Biker, Carsten Schack, Wayne Hector                          | Soulshock & Peter Biker | 4:04   |
| 2.  | "Into My Bed"            | Antonina Armato, Rodney Jerkins                                    | Soulshock & Karlin      | 4:13   |
| 3.  | "My Love"                | Carsten Schack, Peter Biker, Wayne Hector                          | Soulshock & Peter Biker | 4:40   |
| 4.  | "Not in Love"            | Eric Stewart, Graham Gouldman                                      | Soulshock & Peter Biker | 4:19   |
| 5.  | "Can We Get Personal?"   | Carsten Schack, Kenneth Karlin, Tamara Savage                      | Soulshock & Karlin      | 4:26   |
| 6.  | "Nobody" (feat. Latrice) | Maria Hamer, Antonina Armato, Peter Biker, Carsten Schack, Latrice | Soulshock & Peter Biker | 4:19   |
| 7.  | "Happy"                  | Maria Hamer, Lisa Simmons, Peter Biker, Carsten Schack             | Soulshock & Peter Biker | 4:19   |
| 8.  | "What You Need"          | Carsten Schack, Kenneth Karlin, Peter Biker, Antonina Armato       | Soulshock & Peter Biker | 3:59   |
| 9.  | "Can't Rush"             | Carsten Schack, Kenneth Karlin, Andrea Martin                      | Soulshock & Karlin      | 4:13   |
| 10. | "She"                    | Maria Hamer, Peter Biker, Carsten Schack                           | Soulshock & Peter Biker | 3:12   |
| 11. | "I'll Make It Up To You" | Ty Lacy, Dennis Matkosky                                           | Soulshock & Peter Biker | 5:02   |
| 12. | "I'm Into You"           | Maria Hamer, Peter Biker, Carsten Schack                           | Soulshock & Peter Biker | 4:42   |

Noter
- "My Love" indeholder elementer fra "What the World Needs Now Is Love", skrevet af Burt Bacharach og Hal David.

## Hitliste
| Hitliste (1999)        | Højeste placering |
| ---------------------- | ----------------- |
| Danmark (Album Top-40) | 40                |